# Berlovine
Berlovine (Servisch cyrillisch: Берловине) is een plaats in de Servische gemeente Ljubovija. De plaats telt 276 inwoners (2002).